# 家庭办公室

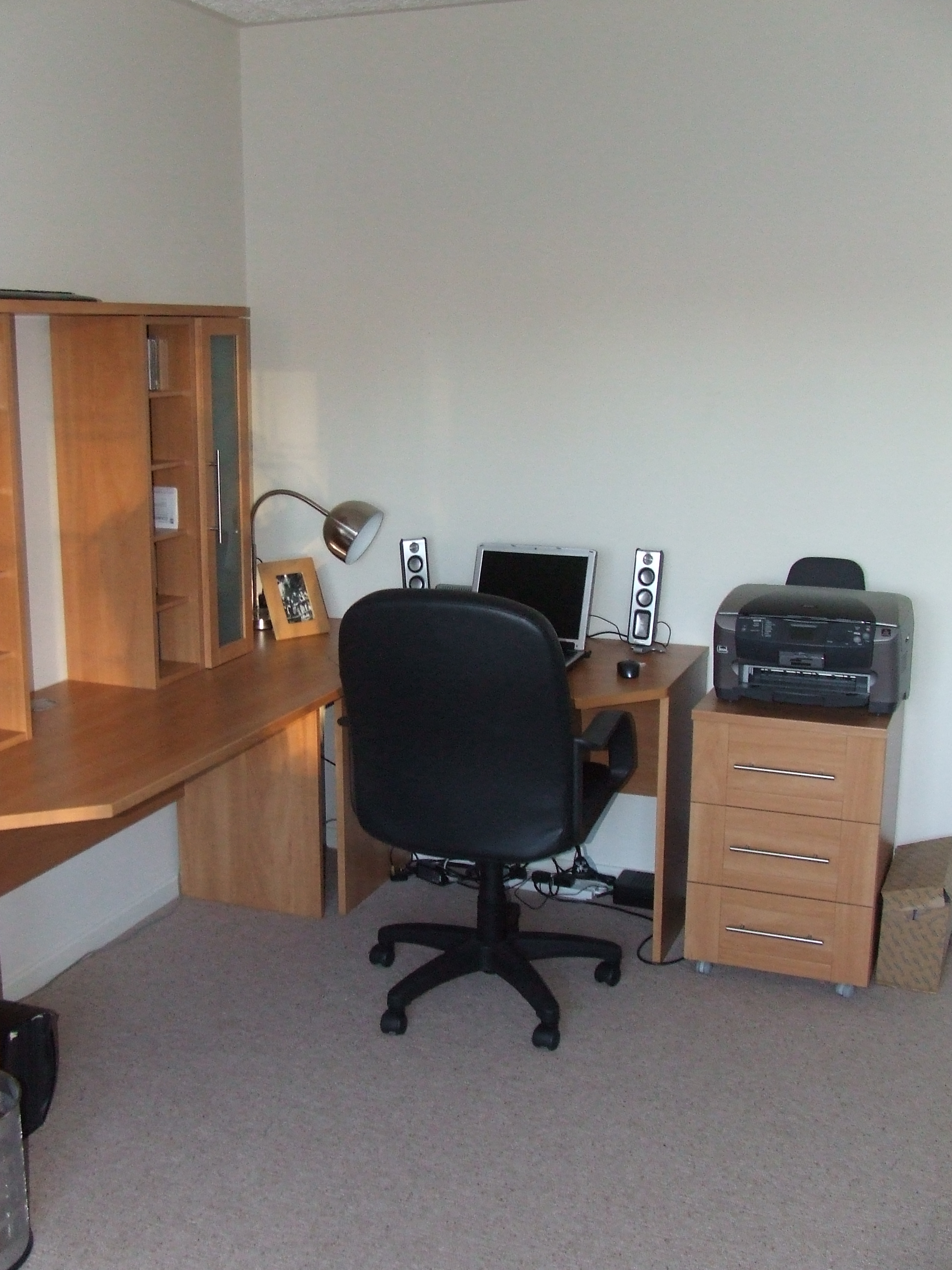
家庭办公室

小型办公室/家庭办公室（Small office/home office；有时简称SOHO ）是指一般只有1到10名職員辦公的辦公室。 

## 历史
在19世纪和第一次工业革命之前，几乎所有办公室都是小型办公室/家庭办公室。當時大多数企业都很小，對公司來說每天的工作量也不大。
从1980年代中期开始，个人电脑和传真机的出现以及电信技术的突破和互聯網、电子邮件、万维网、电子商务、视频对话、远程桌面软件、 虛擬私人網路 、 虚拟局域网、网络研讨会和VoIP等技術的出現，为家庭办公室的復興創造了條件。
目前許多中小城镇的顧問和律師、房地产经纪人和测量师等专业人士都在家办公。
家庭办公室內一般有衣橱桌、多功能事務機、虛擬助理、家用伺服器和网络附接存储、电话、专用小交换机等設施。